# Torino di Sangro
Torino di Sangro község (comune) Olaszország Abruzzo régiójában, Chieti megyében.

## Fekvése
A megye északkeleti részén fekszik. Határai: Casalbordino, Fossacesia, Paglieta és Villalfonsina.

## Története
Első említése a 15. századból származik. A következő századokban nemesi birtok volt. Önállóságát a 19. század elején nyerte el, amikor a Nápolyi Királyságban felszámolták a feudalizmust.

## Népessége
A népesség számának alakulása:

## Főbb látnivalói
- Maria Santissima di Loreto-templom
- SS. Salvatore-templom